# Nant-le-Petit
Pour les articles homonymes, voir Nant (homonymie).
Nant-le-Petit est une commune française située dans le département de la Meuse, en région Grand Est.

## Géographie

### Hydrographie
La commune est dans la région hydrographique « la Seine de sa source au confluent de l'Oise (exclu) » au sein du bassin Seine-Normandie. Elle est drainée par la Saulx et le ruisseau de Nant,.
La Saulx, d'une longueur de 115 km, prend sa source dans la commune de Germay et se jette  dans la Marne à Vitry-le-François, après avoir traversé 39 communes. 

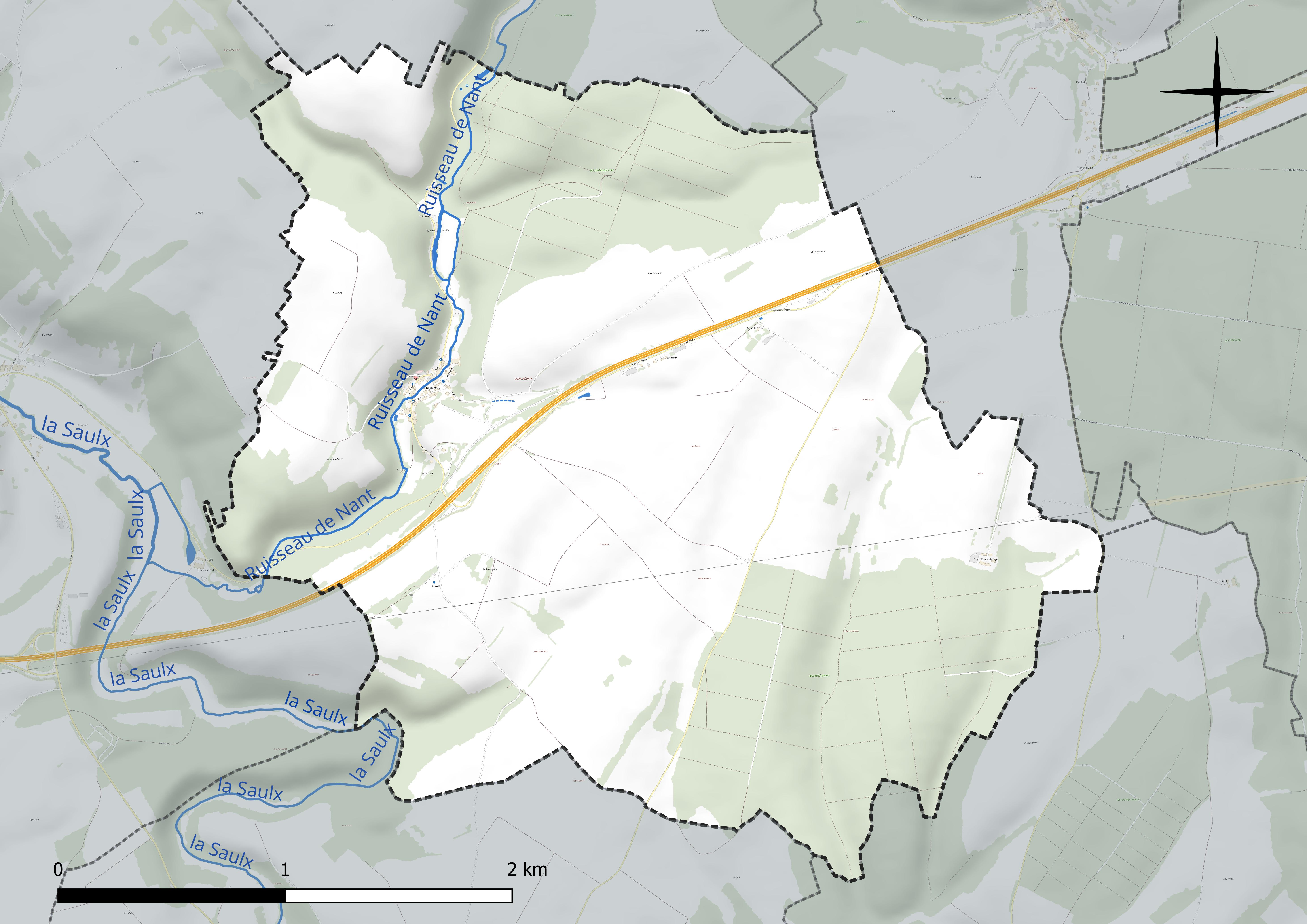
Réseau hydrographique de Nant-le-Petit.

### Climat
Pour des articles plus généraux, voir Climat du Grand Est et Climat de la Meuse.
En 2010, le climat de la commune est de type climat de montagne, selon une étude du Centre national de la recherche scientifique s'appuyant sur une série de données couvrant la période 1971-2000. En 2020, Météo-France publie une typologie des climats de la France métropolitaine dans laquelle la commune est exposée à un climat océanique altéré et est dans la région climatique  Lorraine, plateau de Langres, Morvan, caractérisée par un hiver rude (1,5 °C), des vents modérés et des brouillards fréquents en automne et hiver. 
Pour la période 1971-2000, la température annuelle moyenne est de 9,7 °C, avec une amplitude thermique annuelle de 16,1 °C. Le cumul annuel moyen de précipitations est de 1 055 mm, avec 14,1 jours de précipitations en janvier et 9,8 jours en juillet. Pour la période 1991-2020, la température moyenne annuelle observée sur la station météorologique de Météo-France la plus proche, « Chevillon_sapc », sur la commune de Chevillon à 15 km à vol d'oiseau, est de 11,1 °C et le cumul annuel moyen de précipitations est de 982,1 mm. 
La température maximale relevée sur cette station est de 40,6 °C, atteinte le 25 juillet 2019 ; la température minimale est de −17,4 °C, atteinte le 20 décembre 2009,,. 
Les paramètres climatiques de la commune ont été estimés pour le milieu du siècle (2041-2070) selon différents scénarios d'émission de gaz à effet de serre à partir des nouvelles projections climatiques de référence DRIAS-2020. Ils sont consultables sur un site dédié publié par Météo-France en novembre 2022.

## Urbanisme

### Typologie
Au 1er janvier 2024, Nant-le-Petit est catégorisée commune rurale à habitat dispersé, selon la nouvelle grille communale de densité à sept niveaux définie par l'Insee en 2022.
Elle est située hors unité urbaine. Par ailleurs la commune fait partie de l'aire d'attraction de Bar-le-Duc, dont elle est une commune de la couronne,. Cette aire, qui regroupe 86 communes, est catégorisée dans les aires de 50 000 à moins de 200 000 habitants,.

### Occupation des sols
L'occupation des sols de la commune, telle qu'elle ressort de la base de données européenne d’occupation biophysique des sols Corine Land Cover (CLC), est marquée par l'importance des territoires agricoles (58,6 % en 2018), une proportion sensiblement équivalente à celle de 1990 (58,5 %). La répartition détaillée en 2018 est la suivante : 
terres arables (58,1 %), forêts (38,4 %), milieux à végétation arbustive et/ou herbacée (3 %), prairies (0,5 %). L'évolution de l’occupation des sols de la commune et de ses infrastructures peut être observée sur les différentes représentations cartographiques du territoire : la carte de Cassini (XVIIIe siècle), la carte d'état-major (1820-1866) et les cartes ou photos aériennes de l'IGN pour la période actuelle (1950 à aujourd'hui).

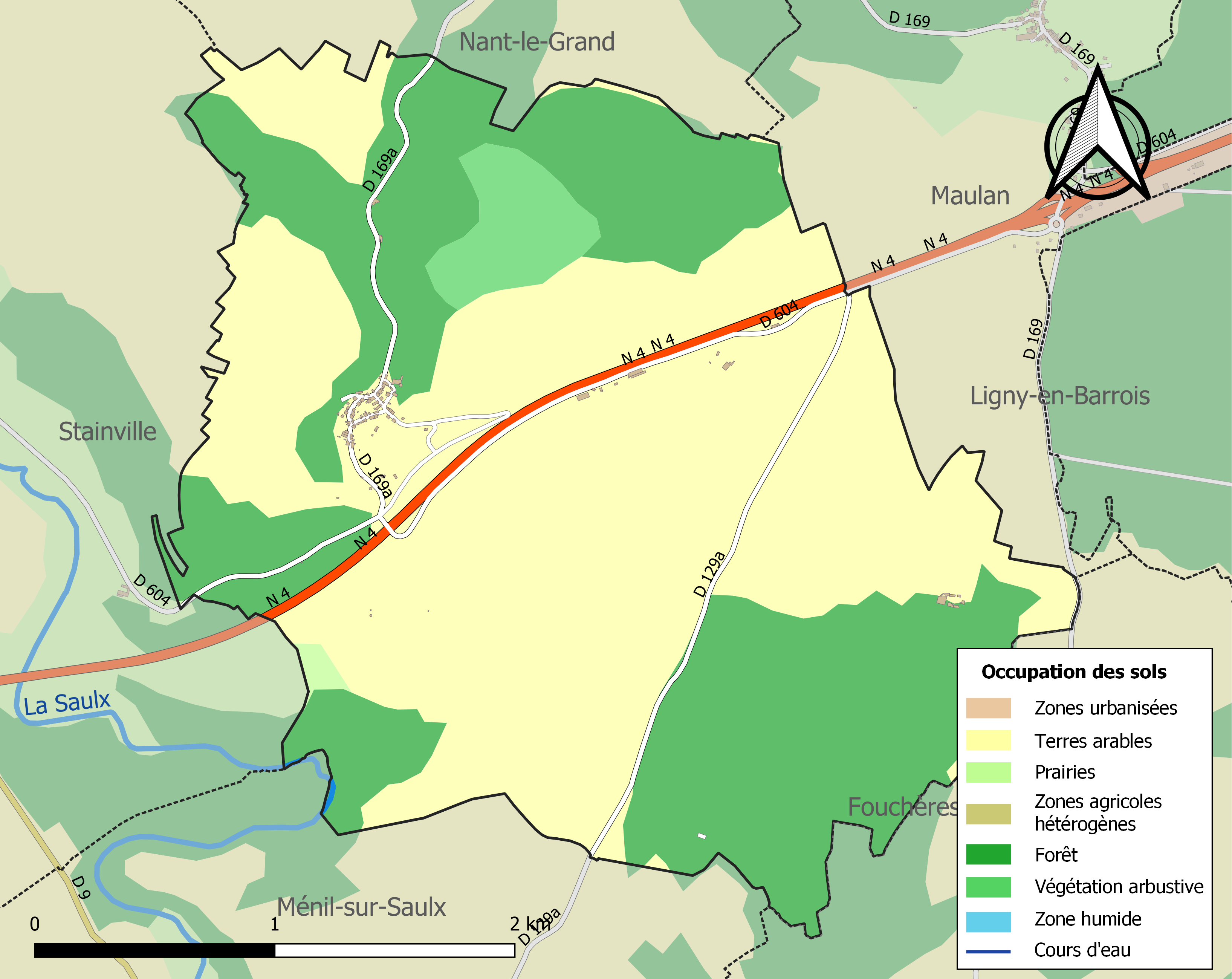
Carte des infrastructures et de l'occupation des sols de la commune en 2018 (CLC).

## Toponymie
Le nom de la localité est attesté sous les formes Nantum-Parvum (1402) ; Nant-le-Petit (1495-96) ; Nam-le-Petit (1700).

Le nom de la commune vient du gaulois « nanto » qui désigne une vallée (souvent encaissée), une rivière, ou un torrent,.
Orthographié nan/nans/nant ou nanc-, ce mot est très présent dans la toponymie, notamment dans les régions de relief calcaire, où on le trouve associé aux dépressions plus ou moins étroites et profondes que l'on y rencontre, comme dans le cas de Nant (Aveyron), Nantua (Ain) ou Nancy (Meurthe-et-Moselle) (voir Nancy#Toponymie pour d'autres précisions sur cette racine étymologique). C'est aussi le cas de Nant-le-Petit, installé dans un vallon étroit du plateau calcaire.
La même racine est aussi à la base de noms de famille comme Nantet ou Nantel.

## Politique et administration
| Période                                  | Période                   | Identité                                                      | Étiquette | Qualité |
| ---------------------------------------- | ------------------------- | ------------------------------------------------------------- | --------- | ------- |
| Les données manquantes sont à compléter. |                           |                                                               |           |         |
| avant 1981                               | ?                         | Louis Thelin                                                  |           |         |
| mars 2001                                | mars 2014                 | Gaston Carre                                                  |           |         |
| mars 2008                                | En cours (au 25 mai 2020) | Dominique Pansalfini-Demorise Réélue pour le mandat 2020-2026 |           |         |

## Population et société

### Démographie
L'évolution du nombre d'habitants est connue à travers les recensements de la population effectués dans la commune depuis 1793. Pour les communes de moins de 10 000 habitants, une enquête de recensement portant sur toute la population est réalisée tous les cinq ans, les populations de référence des années intermédiaires étant quant à elles estimées par interpolation ou extrapolation. Pour la commune, le premier recensement exhaustif entrant dans le cadre du nouveau dispositif a été réalisé en 2008.

En 2022, la commune comptait 77 habitants, en évolution de −3,75 % par rapport à 2016 (Meuse : −4,4 %, France hors Mayotte : +2,11 %).
| 1793 | 1800 | 1806 | 1821 | 1831 | 1836 | 1841 | 1846 | 1851 |
| ---- | ---- | ---- | ---- | ---- | ---- | ---- | ---- | ---- |
| 244  | 230  | 227  | 245  | 268  | 259  | 261  | 273  | 278  |

| 1856 | 1861 | 1866 | 1872 | 1876 | 1881 | 1886 | 1891 | 1896 |
| ---- | ---- | ---- | ---- | ---- | ---- | ---- | ---- | ---- |
| 274  | 260  | 252  | 240  | 239  | 228  | 220  | 204  | 171  |

| 1901 | 1906 | 1911 | 1921 | 1926 | 1931 | 1936 | 1946 | 1954 |
| ---- | ---- | ---- | ---- | ---- | ---- | ---- | ---- | ---- |
| 168  | 167  | 150  | 154  | 130  | 100  | 104  | 108  | 111  |

| 1962 | 1968 | 1975 | 1982 | 1990 | 1999 | 2006 | 2008 | 2013 |
| ---- | ---- | ---- | ---- | ---- | ---- | ---- | ---- | ---- |
| 102  | 87   | 76   | 75   | 106  | 91   | 86   | 84   | 84   |

| 2018 | 2022 | - | - | - | - | - | - | - |
| ---- | ---- | - | - | - | - | - | - | - |
| 76   | 77   | - | - | - | - | - | - | - |

## Culture locale et patrimoine

### Lieux et monuments

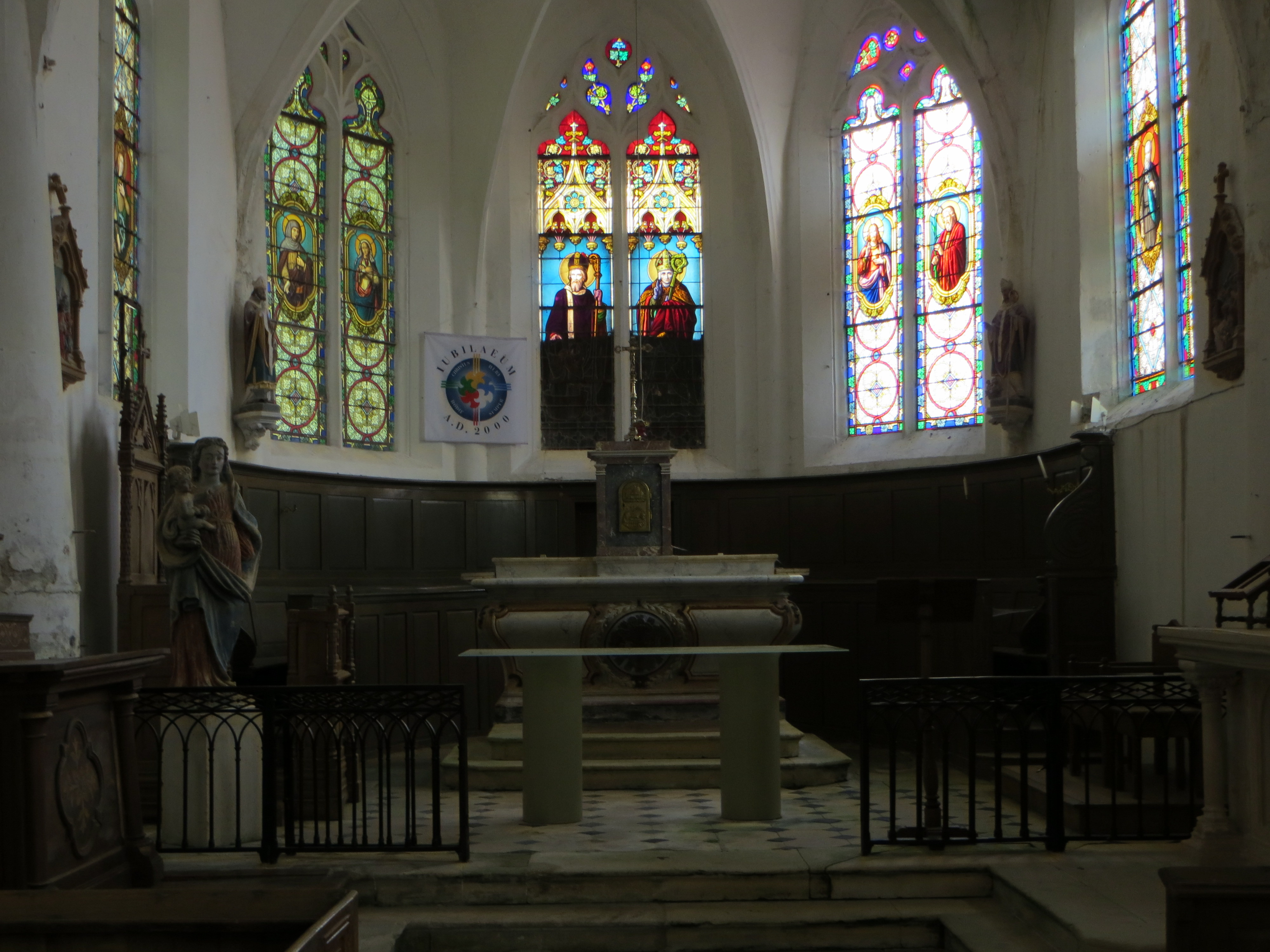
Chœur de l’église

- Église Saint-Martin

### Héraldique
| Blason de Nant-le-Petit | Blason  | De gueules au Saint Martin en pied d'or accosté en chef de deux roues de moulin ; au chef ondé d'azur soutenu d'argent chargé d'un roitelet d'or. |
| Blason de Nant-le-Petit | Détails | Armoiries composées et dessinées par R.A. Louis et adoptées par la commune en août 2014.                                                          |